# Hedelærke
Hedelærke (Lullula arborea) er en mindre spurvefugl, der er udbredt i størstedelen af Europa, Mellemøsten og Nordafrika. Den lever i større lysninger i nåleskove eller på heder med spredtstående træer. I Danmark er den almindeligst som ynglefugl i Midt-, Vest- og Nordjylland, men findes spredt over hele landet.
Arten er kendt for sin smukke sang, der har givet anledning til slægtsnavnet Lullula. Hedelærken er den eneste art i slægten. Den kendes fra den lidt større sanglærke på bl.a. lys øjenbrynsstribe og kortere hale samt en meget anderledes stemme.

## Udseende
Hedelærken er en 15 centimeter stor fugl, der ligner de andre beskedent farvede lærker. Den kan på nært hold kendes på lyse øjenbrynsstriber, der mødes i nakken samt på en mørk og en lys plet i vingekanten. Flyvende fugle kendes på kort hale uden hvidt i de yderste styrefjer.

## Stemme
Sangen er smuk og vedvarende som hos mange andre lærker. Den består af 3-5 sekunder lange rækker af lyde i faldende tonehøjde, f.eks. ly-ly-ly.... Den kan både fremføres fra jorden, fra en trætop eller i sangflugt, hvor den kan ses cirkle syngende over samme sted i over en halv time. Arten er kendt for at være natsanger, især ved måneskin.
Hannens sang kan høres fra ankomsten i marts til klækningen af det første kuld unger i april og igen i forbindelse med andet kuld samt om natten. Dog kan enlige hanner høres synge hele sommeren.
Hedelærkens videnskabelige slægtsnavn Lullula, givet af Johann Jakob Kaup i 1829, stammer oprindelig fra den franske naturhistoriker Georges-Louis Leclerc de Buffon (1707-1788), der gav fuglen navnet "Lulu" på grund af dens sang.
Kaldet er et karakteristisk, blødt og smukt klingende dlyd-dlyd eller ty-li-ti.

## Udbredelse
Hedelærken findes i alle europæiske lande bortset fra Island og Irland. Grænsen for udbredelsen i øst følger Volga-flodens løb til det vestlige Iran. I syd findes den i Mellemøsten og i den nordlige bjergrige del af Afrika samt på de større øer i Middelhavet. Den største europæiske bestand findes i Spanien, hvor den dog er gået tilbage på grund af mere intensiv landbrugsdrift.
I Norden findes hedelærken i det sydøstligste Norge, Mellem- og Sydsverige samt det sydligste Finland. I Danmark findes den over hele landet, men er gået stærkt tilbage siden 1950'erne. Den findes nu især i Midt-, Vest- og Nordjylland samt i Nordsjælland og på Djursland.
Hedelærken er fortrinsvis en trækfugl, der ankommer i marts og trækker bort i oktober. Den overvintrer i det vestlige og sydvestlige Europa.

## Føde
Hedelærken finder sin føde på jorden og lever ynglesæsonen af insekter som biller, græshopper og sommerfuglelarver samt edderkopper og udenfor ynglesæsonen lever den primært af frø 

## Ynglebiologi
I Danmark forekommer oftest to kuld årligt. Det første kuld, på normalt fire æg, lægges i første del af april og det andet kuld, på oftest fem æg, midt på sommeren.
Reden anlægges på jorden skjult i vegetationen, f.eks under en busk. Redebygningen varer 2-7 dage, længst tid bruges på reden til første kuld. Æggene ruges udelukkende af hunnen i 13-15 dage. Hun forlader kun reden i en halv til en hel time dagligt for at fouragere. Ungerne fodres af begge mager i 9-15 dage. De er flyvefærdige, når de 16 dage gamle.